# Ryde
Ryde − miasto w Wielkiej Brytanii (Anglia), na północno-wschodnim wybrzeżu wyspy Wight.

## Komunikacja
Połączenie autobusowe z Cowes, Newport, Shanklin i Ventnor. Miasto posiada również stacje kolejowe Ryde Esplanade, Ryde Pier Head, Ryde St John's Road, połączenie kolejowe z Shanklin.  Niewielki port pasażerski, łączący zachód Wyspy z Portsmouth.

## Wydarzenia
Co roku pod koniec sierpnia odbywa się tu karnawał, uznany za najstarszy karnawał w Anglii  (obok karnawału w Bridgwater) i największy na Wyspie.